# The Smoker
The Smoker é um filme mudo norte-americano de 1910 em curta-metragem, do gênero comédia, dirigido por D. W. Griffith e Frank Powell.